# 熊本再春荘病院附属看護学校
熊本再春荘病院附属看護学校（くまもとさいしゅんそうびょういんふぞくかんごがっこう）は、熊本県合志市にあった国立病院機構熊本再春荘病院が運営していた専修学校である。

## 沿革
- 1943年（昭和18年）：傷痍軍人療養所再春荘附属看護婦養成所を設置
- 1945年（昭和20年）：国立療養所再春荘附属看護婦養成所に改称
- 1946年（昭和21年）：国立療養所再春荘附属保健婦養成所を設置
- 1947年（昭和22年）：保健婦養成所を閉校
- 1978年（昭和53年）：国立療養所再春荘附属看護学校に改称
- 1984年（昭和59年）：国立療養所再春荘病院附属看護学校に改称
- 2004年（平成16年）：国立病院機構熊本再春病院附属看護学校に改称
- 2010年（平成22年）：閉校

## 所在地
- 〒861-1196　熊本県合志市須屋2659